# Те Атаірангікааху
Те Атаірангікааху (маор. Te Atairangikaahu; 23 липня 1931 — 15 серпня 2006) — королева маорі у 1966—2006 роках. Повне тронне ім'я — Те Арікінуі (головнокомандувач) Те Атаірангікааху («яструб ранкового неба»), вона отримала при коронації. Раніше була відома як принцеса Пікі Махута, а після весілля — принцеса Пікі Пакі.

## Життєпис
Те Атаірангікааху народилася в шлюбі короля Корокі Махута та Те Атаірангікааху Херангі. Попри те, що Пікі була молодшою донькою короля, в день його поховання (за маорійською традицією) саме вона була оголошена його спадкоємицею. Навчалася в початковій школі Ракауманга, а потім — в єпархіальній школі для девчаток у Ваїкато.
У 1952 році одружилася з Фатумоана Пакі, батько якого був з маорійського племені Нгаті Фафакіа регіону Ваїкато, а мати — з північного племені Те Аупоурі. У цьому шлюбі народила семеро дітей:
- Тухеітіа Пакі,
- Хіні Катіпа (уроджена Пакі),
- Томаірангі Пакі,
- Кікі Соломон (уроджена Пакі),
- Міхі Габріель Пакі,
- Махарая Пакі,
- Те Манавануі Кларксон (до шлюбу Пакі)[3].

## Правління
Попри те, що формально король маорі не має жодних конституційних повноважень, королева очолювала племінну федерацію Ваїкато, яка мала навіть власний парламент. Крім того, Те Атаірангікааху була активною прибічницею проведення маорійських культурних та спортивних заходів, а також відігравала важливу роль у місцевих та глобальних політичних заходах, пов'язаних з проблемами корінних народів. 
Її офіційною резиденцією був Палац Туронго у марае Турангаваевае, офіційною королівською приймальнею для високопосадовців — Махінарангі, а королівським гостьовим будинком слугував Раукава Іті. Королева та її чоловік також мешкали у в Ваахі в Хантлі.

## Нагороди, почесні ступені і звання
У 1970 році Те Атаірангікааху стала першою з народу маорі, що стала Дамою Ордену Британської імперії «за видатні заслуги перед народом маорі». 6 лютого 1987 року Те Атаірангікааху стала також першою людиною, що отримала получившей Орден Нової Зеландії. У 1973 році отримала почесного докторського степеня Університету Ваїкато, а у 1999 році стала почесною доктором юридичних наук Університету королеви Вікторії у Веллінгтоні. У 1986 році Те Атаірангікааху стала офіцеркою Британського Ордену Святого Іоанна Єрусалимського. Також була нагороджена Новозеландською пам'ятною медаллю 1990 року, а у 1993 році — Новозеландською виборчою медаллю.

## Смерть
В грудні 2005 року в результаті ниркової недостатності королева почала лікування діалізом. 11 липня 2006 року вона перенесла серцевий напад та потрапила до реанімації в лікарні Ваїкато. В тому ж місяці вона була виписана з лікарні, щоб урочисто відсвяткувати своє 75-річчя. Але вже 15 серпня 2006 року королева померла у своїй офіційній резиденції марае Турангаваевае в Нгаруавахії. Після тижня скорботи, 21 серпня 2006 року відбулося поховання. Те Атаірангікааху, як і її предки-королі, була похована на горі Таупірі. Її могила там — безіменна (як і могили інших королів) на знак рівності зі своїм народом. Британська королева Єлизавета II офіційно засвідчила свої співчуття маорійській королівській родині.